# Scherdemaalpark
Het Scherdemaalpark (Frans: Parc de Scherdemael) is een publiek park in de wijk Scherdemaal van de gemeente Anderlecht in het Brussels Hoofdstedelijk Gewest. Het park heeft een oppervlakte van circa 10 hectare en is gelegen op een plateau tussen de Vrije-Academielaan, de Camille Vaneukemstraat en de Kapitein Fossoullaan.

## Geschiedenis
Het park werd ontworpen in de tweede helft van de twintigste eeuw in het kader van de organisatie van een systeem van buurtparken. Het huidige park werd officieel ingehuldigd op 19 juli 1964. Enkele jaren later werd het uitgebreid tot aan de Joseph Bracopslaan. Het park behoort tot een keten van parken die een groene zone vormen in het Brussels Hoofdstedelijk Gewest.

## Flora
In het park bevinden zich 53 bomen die als opmerkelijk beschouwd worden in het Brussels Hoofdstedelijk Gewest, waaronder enkele reuzensequoia's met omtrekken variërend van 4,41 meter tot 3,36 meter en gewone platanen met een omtrek tussen 3,75 meter en 2,77 meter.